# Котинін Олександр Володимирович
Олександр Володимирович Котинін (1997—2023) — український військовослужбовець, солдат, учасник російсько-української війни, загинув в ході російського вторгнення в Україну. Кавалер ордена «За мужність» ІІІ ступеня (посмертно).

## Життєпис
Народився 11 травня 1997 в місті Біла Церква Київської області. 
Навчався в Білоцерківській ДЮСШ № 2. Був вихованцем спортивного клубу «Богатир».
Багаторазовий переможець чемпіонатів Київської області та м. Білої Церкви з панкратіону, рукопашного бою та джиу-джитсу; переможець Всеукраїнського турніру з панкратіону серед юнаків 2013 року, Чемпіон та срібний призер чемпіонату України з панкратіону серед юнаків 2014 року. Майстер спорту з панкратіону . 
Вищу освіту здобував у Білоцерківському національному аграрному університеті.
Солдат, старший навідник 1 гранатометного відділення взводу вогневої підтримки 2 механізованої роти 1 механізованого батальйону військової частини А4638 
Отримав поранення 20 серпня 2023 біля Андріївки Бахмутського району Донецької області. Помер у Дніпропетровській обласній клінічній лікарні ім. І. І. Мечникова від отриманих поранень біля н.п. Бахмут 
Похований на кладовищі «Сухий Яр» у рідному місті.
Залишилися мама та кохана дружина.